# Giuseppe Blanc

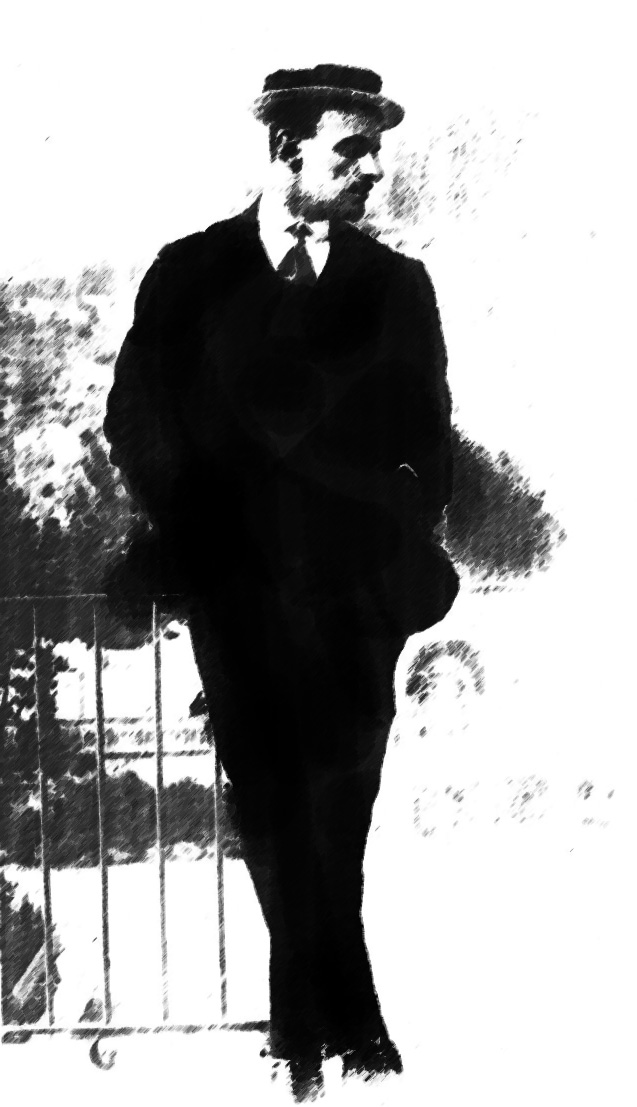
Giuseppe Blanc (1915)

Giuseppe Blanc (* 11. April 1886 in Bardonecchia; † 7. Dezember 1969 in Santa Margherita Ligure) war ein italienischer Komponist. Bekannt ist er vor allem für die Melodie des Liedes Giovinezza, die als Hymne der faschistischen Bewegung Italiens diente.

## Leben
Nach seinem Jurastudium wandte sich Blanc der Musik zu und studierte in Turin bei dem Komponisten Giovanni Bolzoni. Später wurde er Schüler des deutschen Komponisten Walter Braunfels in München. Im Ersten Weltkrieg diente er als Offizier in den Alpen.
1909 komponierte Blanc für die von Nino Oxilia geschriebene Studentenkomödie Addio Giovinezza (Adieu, Jugend) die Melodie des Liedes „Commiato“. Dieses Lied, das später unter dem Titel „Giovinezza“ bekannt wurde, spielte er 1910 während eines Trainings der Alpini Sciatori in seiner Geburtsstadt Bardonecchia. Das Lied fand Begeisterung unter den italienischen Soldaten und war besonders bei den Arditi, von denen sich später viele der faschistischen Bewegung Italiens anschlossen, beliebt. Ab 1922, dem Jahr des Marsches auf Rom, wurde dieses Lied nach der Marcia Reale gespielt. Die 1919 von Marcello Manni verfasste Version, die auch während des Marsches auf Rom genutzt wurde, wurde 1924 durch eine Version von Salvator Gotta ersetzt. 1924 trat Blanc der PNF bei. 1940 komponierte er den Soundtrack zu der Verfilmung von Addio Giovinezza.
Nach dem Zweiten Weltkrieg zog Blanc sich aus dem Berufsleben zurück und geriet in Vergessenheit. Einer seiner Kompositionen aus der Zeit des Faschismus von 1922 bis 1945 war von 1960 bis 2000 die Nationalhymne der ehemaligen italienischen Kolonie Somalia.
| Personendaten    | Personendaten           |
| ---------------- | ----------------------- |
| NAME             | Blanc, Giuseppe         |
| KURZBESCHREIBUNG | italienischer Komponist |
| GEBURTSDATUM     | 11. April 1886          |
| GEBURTSORT       | Bardonecchia            |
| STERBEDATUM      | 7. Dezember 1969        |
| STERBEORT        | Santa Margherita Ligure |